# Edvard Rodhe (1845–1932)
Edvard Herman Rodhe, född 26 oktober 1845 i Everöd i Skåne, död 14 september 1932 i Göteborg, var en svensk präst och politiker. Han var biskop i Göteborgs stift 1888–1929 och även verksam som riksdagspolitiker. 
Rodhe tog studenten vid Lunds universitet 1861, år 1870 tog han en filosofie kandidatexamen och blev året därpå filosofie doktor. Han blev teologie kandidat 1877 och teologie doktor 1893. Han var extra ordinarie biblioteksamanuens vid Lunds universitetsbibliotek 1874–1880. Han var domkyrkoadjunkt i Lund 1877, vice pastor där 1879, kyrkoherde i Karlshamn 1879 och fångpredikant i samma stad 1881. 
Han blev kontraktsprost i Listers och Bräkne kontrakt 1882, och 1884 var han kyrkoherde i Norrköpings S:t Olai församling. Extra ordinarie hovpredikant 1886. Inspektor för allmänna läroverket i Karlshamn 1881–1885, och för elementarläroverket för flickor i Norrköping 1885–1888.
Rodhe blev hedersledamot av Kungliga Vetenskaps- och Vitterhetssamhället i Göteborg 1889. Han var riksdagsledamot i andra kammaren från urtima riksdagen 1892 till riksdagen 1893 och därefter i första kammaren 1894–1901.
Rodhe har fått en väg uppkallad efter sig, Edvard Rodhes väg, i stadsdelen Bräcke i Göteborg.

## Familj
Rodhes föräldrar var kontraktsprosten Christian Wilhelm Rodhe och Cathrine Sophie Berling. Han gifte sig den 20 juni 1873 med Elisabeth Charlotta Bruhn (1852–1923), dotter till godsägaren Carl Gustaf Bruhn och Eva Severina Brag. Rodhe var far till bland andra biskop Edvard Magnus Rodhe, läkaren Einar Rodhe, sjuksköterskan Estrid Rodhe och till landshövding Alvar Elis (Allan) Rodhe.

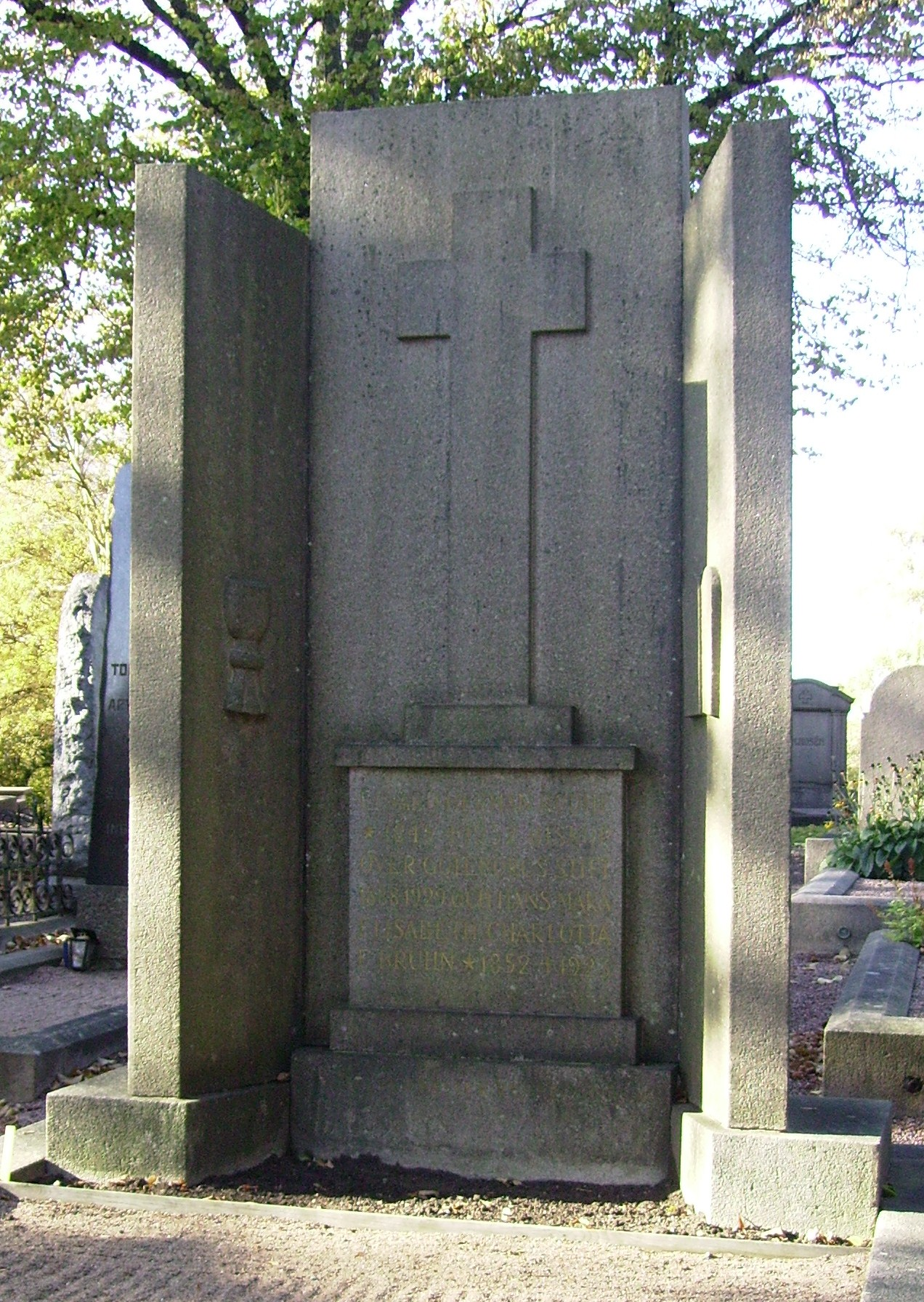
Edvard H. Rodhes gravvård.

Edvard H. Rodhe gravsattes på Östra kyrkogården, Göteborg den 20 september 1932.